# Санчхон
Санчхо́н (кор. 산청군?, 山淸郡?, Sancheong-gun) — уезд в провинции Кёнсан-Намдо, Южная Корея.

## История
По археологическим данным (прежде всего это обнаруженные в ходе раскопок дольмены) люди поселились на территории Санчхона в конце каменного века. Также археологи находят здесь достаточно много предметов, датирующихся бронзовым веком. В начале I тысячелетия территория современного Санчхона входила в состав племенного союза Кая, после чего контроль над этими землями перешёл государству Силла. В 757 году, после административной реформы, здесь появилось сразу несколько административных образований, в числе которых районы Танып (Таныпхён) и Саным (Санымхён), которые позже были объединены и вошли в состав уезда Квольсон (Квольсонгун). В 995 году, во время династии Корё, Квольсон изменил своё название на Кансон (Кансонгун). В 1363 году сюда были завезены семена хлопка, который хорошо прижился. В 1399 году название Кансона было изменено на Чинсон (Чинсонгун), а в 1767 году Санчхон окончательно получил современное название. В 1919 году здесь в рамках движения 1 марта была подписана петиция о независимости Кореи от Японии.

## География
Санчхон расположен в гористом районе на юге Корейского полуострова. Граничит на севере с Кочханом, на юге — с Хадоном и Чинджу, на востоке — с Хапчхоном и на западе — с Хамяном. На территории уезда расположена одна из самых известных гор Южной Кореи, Чирисан, высотой 1915 метров и одноимённый национальный парк. Через центр уезда протекает река Кёнхоган, в которую дальее впадает река Янчхонган, берущая своё начало в горах Хванмэсан. Затем в них вливается Токчхонган, формируя одну из самых крупных рек полуострова, Намган. Территория между этими тремя реками пригодна для ведения сельского хозяйства.

## Административное деление
Санчхон административно делится на 1 ып и 10 мёнов:

| Название    | Хангыль  | Площадь, км² | Население, чел | Внутреннее деление |
| ----------- | -------- | ------------ | -------------- | ------------------ |
| Санчхонып   | 산청읍   | 68,83        | 6 761          | 14 ри              |
| Кымсомён    | 금서면   | 76,31        | 2 790          | 11 ри              |
| Обумён      | 오부면   | 35,06        | 1 268          | 8 ри               |
| Самджанмён  | 삼장면   | 103,26       | 1 796          | 8 ри               |
| Синанмён    | 신안면   | 72,19        | 5 519          | 12 ри              |
| Синдынмён   | 신등면   | 56,88        | 2 483          | 9 ри               |
| Сичхонмён   | 시천면   | 127,71       | 4 133          | 11 ри              |
| Сэнбирянмён | 생비량면 | 43,99        | 1 454          | 5 ри               |
| Сэнчхонмён  | 생초면   | 52,99        | 2 694          | 12 ри              |
| Тансонмён   | 단성면   | 72,99        | 2 076          | 14 ри              |
| Чхахванмён  | 차황면   | 108,61       | 5 638          | 17 ри              |

## Туризм и достопримечательности
- Гора Чирисан высотой почти 2 километра — одна из высочайших горных вершин Южной Кореи. В 1967 году здесь был установлен одноимённый национальный парк.[4]
- Буддийские храмы Тэвонса, Нэвонса, Кобокса, Попкеса и Юльгокса. Буддизм стал проникать в эти земли в эпоху государства Силла и ко времени правления династии Чосон буддизм был самой распространённой религией государства.[5]
- Ежегодный фестиваль восточной фитотерапии. В программе фестиваля семинары по восточной медицине, выставки и ярмарка.[6]
- Горы вокруг Санчхона оборудованы инфраструктурой для занятия экстремальными видами спорта, в частности здесь расположены центры горного туризма и рафтинга.[7]

## Символы
Как и остальные города и уезды Южной Кореи, Санчхон имеет ряд символов:
- Дерево: бамбук — символизирует скромность характера граждан уезда.
- Птица: иволга — символизирует мир и гармонию.
- Цветок: хлопок — символизирует стойкость духа.
- Маскот: Чхонванги, персонифицирует горный массив Чирисан.

## Города-побратимы
Санчхон является городом-побратимом следующих городов:
- Чинхэ, Республика Корея
- Йонам, Республика Корея
- Кымджонгу, Республика Корея
- Сочхогу, Республика Корея
- Юсонгу, Республика Корея
- Юйчжоу, Китай
- Хуаншань, Китай